# Silniční doprava
Silniční doprava je individuální druh dopravy, který probíhá za použití dopravních prostředků zpravidla po silnicích či zpevněných cestách. Využívá se k přepravě osob, ale i nákladů.

## Charakteristika
K silniční dopravě, která se vykonává na moderních obchodních cestách se dnes zpravidla využívají kolová vozidla, zde pak zejména osobní auta, autobusy, motocykly, trolejbusy a nákladní automobily. Z hlediska energetické a finanční náročnosti se jedná se o relativně nákladný způsob dopravy. Oproti jiným druhům jsou silniční motorová vozidla velmi flexibilní a dostanou se na mnoho míst, kam například nevede železnice, a proto je tato doprava velmi žádaná. Značně znečišťuje životní prostředí, což vede ke snahám ji omezit[zdroj?]. Je dostupná, rychlá na krátké vzdálenosti, ale je hlučná, produkuje velké množství emisí. Údržba veřejných pozemních komunikací v zimě navíc způsobuje i zasolování půdy a podzemních vod.
Je důležitou složkou pořizovací (nákupní, zásobování) i distribuční (expedice, prodej) logistiky.|

## Silniční doprava na území České republiky
Silniční a motorová doprava je provozována na pozemních komunikacích. V České republice je lze rozdělit do několika kategorií.

### Dálnice
Dálnice (zastarale autostráda) jsou rychlostní komunikace výhradně pro motorová vozidla. Jejich správu na území České republiky má na starosti Ředitelství silnic a dálnic a vlastníkem je stát.

### Silnice
Silnice v Česku tvoří českou silniční síť a jsou určené jak pro silniční a jiná vozidla, tak pro chodce. Silnice se dělí do několika tříd:
- silnice I. třídy,
- silnice II. třídy,
- silnice III. třídy.

### Místní komunikace
Místní komunikace je veřejně přístupná pozemní komunikace sloužící dopravě v rámci území obce. Vlastníkem je vždy ta obec, v jejímž katastrálním území se komunikace nachází.

### Účelová komunikace
Účelová komunikace je komunikací sloužící ke spojení několika nemovitostí. Její význam je především ve prospěch majitelů těchto nemovitostí případně k obhospodařování lesních a zemědělských pozemků. Vlastníkem účelových komunikací může být fyzická nebo právnická osoba.